# Eupithecia juncalensis
Eupithecia juncalensis es una especie de polilla de la familia Geometridae. La especie fue descrita por primera vez por Frederick Hastings Rindge habiendo sido descrita en 1987, con distribución en Chile. El holotipo de la especie, un espécimen macho, fue descrito en el sector Juncal, de ahí su nombre, provincia andina de Aconcagua.